# Sankt Heribert
Sankt Heribert ist eine Ortschaft in der Stadt Leichlingen (Rheinland) im Rheinisch-Bergischen Kreis.

## Lage und Beschreibung
Sankt Heribert liegt östlich des Leichlinger Zentrums auf der Leichlinger Hochfläche an der Landesstraße 359 auf der Wasserscheide zwischen der Wupper und deren Zulauf Weltersbach. Sankt Heribert ist in zwei größere und mehrere kleinere Wohnplätze unterteilt. Bei der nördlichen Siedlung mündet die Kreisstraße K9 in die Landesstraße, in der zweiten Ansiedlung befindet sich die evangelische Kleinkirche Sankt Heribert. Die übrigen Wohnplätze liegen überwiegend an der Kreisstraße.
An den Ortsbereich grenzen die Naturschutzgebiete Weltersbachtal (südlich der Wasserscheide) und  Wupperhänge mit Seitensiefen und der Wupper nördlich Witzhelden und Leichlingen (nördlich der Wasserscheide). Nachbarorte sind Höfchenstal, Balkerberg, Auf dem Katzensterz, Roderhof, Grünscheid, Bröden, Kempen, Neuwinkel, Weltersbach, Dierath, Bremersheide und Koltershäuschen.
Bei Sankt Heribert entspringen zwei Bäche, von denen der St. Heribert Bach in die Wupper und der Nüspoler Bach in den Weltersbach entwässern.

## Geschichte
Sankt Heribert entstand erst in der zweiten Hälfte des 19. Jahrhunderts und ist nach dem als Heiligen verehrten Heribert von Köln benannt. Im Gemeindelexikon für die Provinz Rheinland werden 1885 zwei Wohnhäuser mit 18 Einwohnern angegeben. 1895 besitzt der Ort ein Wohnhaus mit sechs Einwohnern, 1905 zwei Wohnhäuser und elf Einwohner.
Der Glockenturm der Kleinkirche Sankt Heribert wurde Pfingsten 1953 eingeweiht. Bestückt wurde der Glockenturm mit zwei Glocken, von denen eine aus hinterpommerschen Gemeinde Rafin stammte. Die 1677 gegossene Glocke entging der Einschmelzung 1942 und wurde von den Hamburger Glockenfriedhof geholt, auf dem die beschlagnahmte Glocke den Zweiten Weltkrieg überdauerte. Die zweite Glocke wurde in der Glockengießerei Gebrüder Rincker in Sinn (Westerwald) hergestellt. Im April 1957 wurde der Waldfriedhof in Sankt Heribert genehmigt.
Am 15. Juni 1975 wurde die Montagekleinkirche neben dem Glockenturm eingeweiht, die zuvor in Essen-Kray stand und auf Bestreben der Kirchengemeinde angekauft und in Sankt Heribert aufgestellt wurde. Aufgrund baulicher Mängel wurde sie am 24. Januar 2005 geschlossen. Nach Protesten gegen die endgültige Schließung gründete sich ein Förderverein, der sie ausschließlich mit ehrenamtlicher Arbeit und finanzieller Unterstützung der Kirchengemeinde von 2006 bis 2013 sanierte. Anschließend wurde ein neuer Glockenturm errichtet und am 15. Dezember 2013 eingeweiht.